# فرشتگان در غبار ستاره
فرشتگان در غبار ستاره (به انگلیسی: Angels in Stardust) فیلمی محصول سال ۲۰۱۴ و به کارگردانی ویلیام رابرت کری است. در این فیلم بازیگرانی همچون آلیسیا سیلورستون، آجی میچالکا، بیلی برک، آمیلیا رز بلیر و ژانتا آرنت ایفای نقش کرده‌اند.